# Pristimantis cosnipatae
Pristimantis cosnipatae är en groddjursart som först beskrevs av William Edward Duellman 1978.  Pristimantis cosnipatae ingår i släktet Pristimantis och familjen Strabomantidae. IUCN kategoriserar arten globalt som starkt hotad. Inga underarter finns listade i Catalogue of Life.